# Tractat del Prut
El Tractat del Prut fou signat als bancs del riu Prut, entre l'Imperi Otomà i el Tsarat Rus, el 21 de juliol de 1711, i acabà la Campanya del Prut. La guerra fou una derrota de Rússia davant els otomans; tanmateix la seva conclusió significava que els otomans es retiraven de la Gran Guerra del Nord, amb què els russos podien concentrar-se en els seus altres adversaris (principalment Suècia).
El tractat estipulava el retorn d'Azov a mans otomanes, s'havien de demolir Taganrog i altres fortaleses russes, i el tsar es comprometia a no interferir en els afers de la Confederació de Polònia i Lituània, que els russos cada vegada veien més sota la seva esfera d'influència.